# Acropteris simpliciata
Acropteris simpliciata es una especie de polilla del género Acropteris, familia Uraniidae.

## Taxonomía
Fue descrita científicamente por Röber.